# Cor van der Hart
Cornelis van der Hart (ur. 25 stycznia 1928 w Amsterdamie, zm. 12 grudnia 2006 tamże) – holenderski piłkarz grający na pozycji obrońcy, reprezentant kraju, trener. Jako zawodnik słynął z siły fizycznej, bardzo dobrego czytania gry oraz dobrej techniki kopania.

## Kariera piłkarska

### Początki kariery
Cor van der Hart karierę piłkarską rozpoczął w akademii piłkarskiej Ajaxu Amsterdam. W 1946 roku podczas Dnia Młodych Talentów spośród 300 zawodników van der Hart wraz z Rinusem Michelsem został wybrany do pierwszej drużyny klubu, w której zadebiutowali w 1947 roku i w tym samym zdobyli z zespołem mistrzostwo Holandii 1947. Z klubu odszedł po sezonie 1949/1950 po rozegraniu 55 meczów mistrzowskich, w których strzelił 1 bramkę.

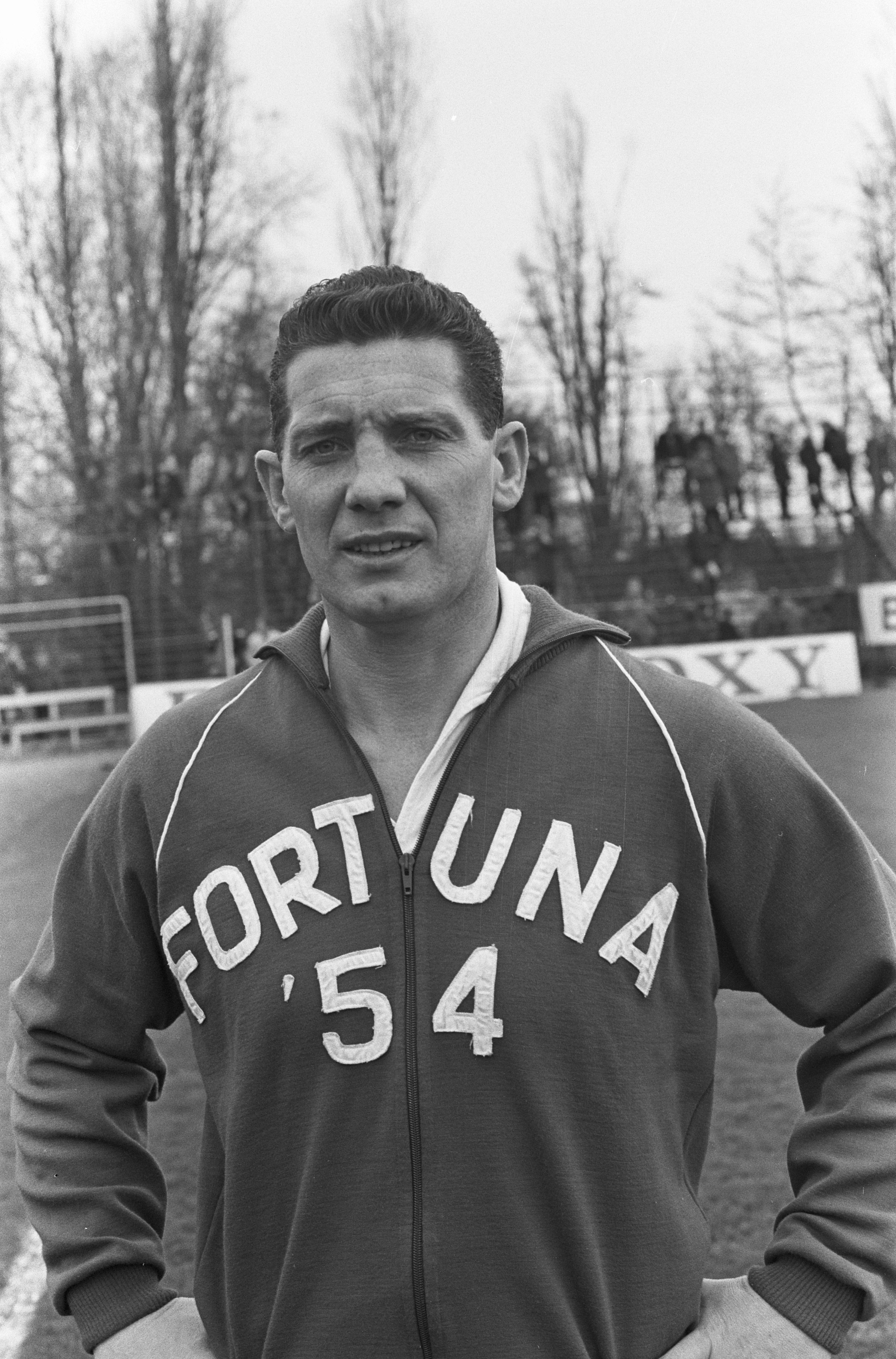
Cor van der Hart w 1966 roku

Następnie van der Hart zdecydował na wyjazd do Francji, gdzie podpisał kontrakt z klubem Première Division – OSC Lille, będąc tym samym trzecim po Faasie Wilksu holenderskim piłkarzem, który zdecydował się na zagraniczną karierę, a Królewski Holenderski Związek Piłki Nożnej (KNVB) zawiesił wszystkich holenderskich zawodników występujących za granicą, w tym van der Harta. Z tym klubem w latach 1950–1954, w którym rozegrał 114 meczów ligowych, w których strzelił 5 bramek, zdobył mistrzostwo (1954), wicemistrzostwo Francji (1951) oraz Puchar Francji 1953.

### Watersnoodwedstrijd 1953
Cor van der Hart był jednym z zawodników, którzy dnia 12 marca 1953 roku na stadionie Parc des Princes w Paryżu zagrali z reprezentacją Francji w meczu charytatywnym tzw. Watersnoodwedstrijd w celu zebrania pieniędzy dla ofiar powodzi, która nawiedziła Holandię w nocy z 31 stycznia na 1 lutego 1953 roku. W 2003 roku van der Hart w wywiadzie dla telewizji NOS powiedział, że wraz z innymi zawodnikami: Bram Appel, Theo Timmermans, Bertus de Harder oraz Kees Rijvers dowiedzieli się o powodzi w radiu i zdali sobie sprawę, że Holandia jest w stanie paniki. Jednak władze KNVB, które w dalszym ciągu nie chciały być w żaden sposób związane z profesjonalnymi zawodnikami, zabroniły rozegrania meczu, który ostatecznie został przeprowadzony po interwencji księcia Bernharda. Mecz, na który pojechało 8 tys. holenderskich kibiców oraz zakończył się zwycięstwem holenderskich zawodników 1:2, miał kluczowy wpływ na wprowadzenie profesjonalnej piłki nożnej w Holandii, gdyż przez cały mecz widzowie zobaczyli grę profesjonalnych zawodników, a 17 miesięcy później w Holandii rozegrano profesjonalny mecz.

### Powrót do ojczyzny
Po rozpoczęciu profesjonalnej piłki nożnej w Holandii, Cor van der Hart wrócił do ojczyzny podpisać kontrakt z Fortuną '54, która w latach 50. była jedną z czołowych drużyn w kraju. Z tym klubem zdobył wicemistrzostwo Holandii (1957) oraz zajął 3. miejsce w Eredivisie (1959) oraz trzykrotnie zdobył Puchar Holandii (1957, 1964). W tym klubie, w którym rozegrał 331 meczów ligowych, w których strzelił 14 goli, po sezonie 1965/1966 w wieku 38 lat zakończył piłkarską karierę.

## Kariera reprezentacyjna
Cor van der Hart w reprezentacji Holandii w latach 1955–1961 rozegrał 44 mecze, w których strzelił 2 goli oraz 26 razy założył opaskę kapitana. Debiut zaliczył 13 marca 1955 roku na Stadionie Olimpijskim w Amsterdamie w zremisowanym 1:1 meczu z reprezentacją Danii, jednak pierwszego gola dla Pomarańczowych strzelił 16 listopada 1955 roku, kiedy to w 29. minucie strzelił z rzutu karnego gola na 1:1 w meczu towarzyskim z reprezentacją Saary rozegranym Ludwigparkstadion w niemieckim Saarbrücken, a mecz zakończył się zwycięstwem drużyny gości 1:2. Ostatni mecz w reprezentacji Holandii rozegrał 30 kwietnia 1961 roku na Stadion de Kuip w Rotterdamie, kiedy to Pomarańczowi przegrali 0:3 z reprezentacją Węgier w meczu eliminacyjnym mistrzostw świata 1962.

## Kariera trenerska

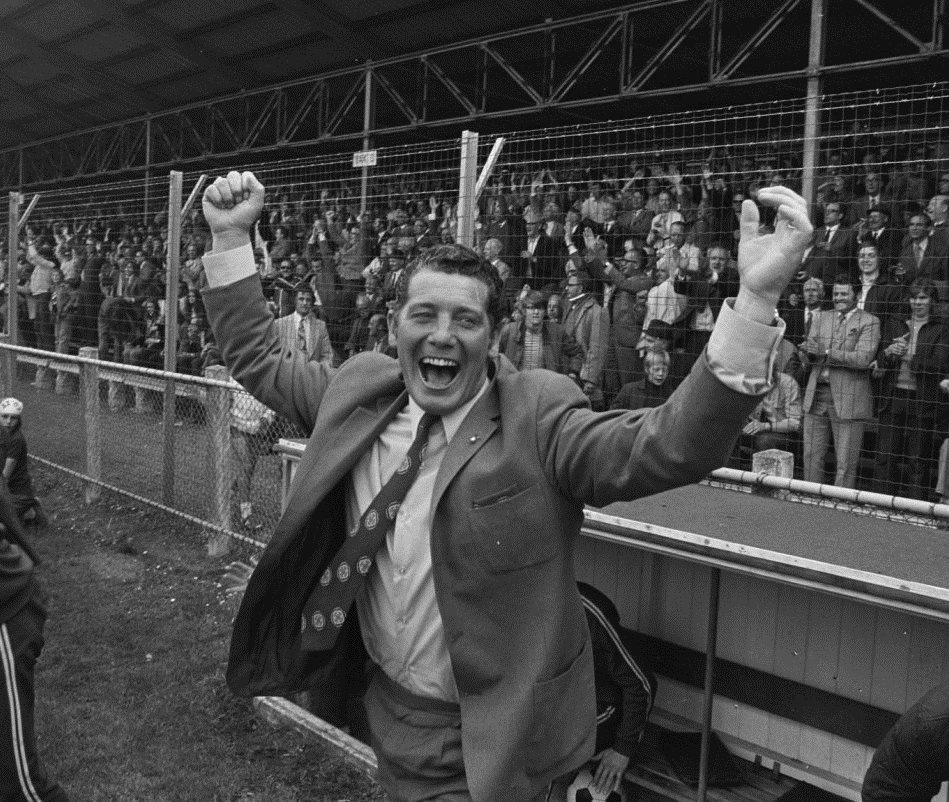
Cor van der Hart jako trener w 1972 roku

Cor van der Hart po zakończeniu kariery piłkarskiej rozpoczął karierę trenerską, zostając w 1966 roku trenerem Holland Sport, którego trenował do 1971 roku. Następnie w latach 1971–1973 trenował AZ Alkmaar, po czym rozpoczął pracę w reprezentacji Holandii jako asystent najpierw selekcjonera Františka Fadrhonca, potem podczas mistrzostw świata 1974 w RFN-ie selekcjonera Rinusa Michelsa, pod którego wodzą Pomarańczowi dotarli do finalu, w którym przegrali 2:1 z gospodarzami turnieju – reprezentacją RFN-u, zostając tym samym wicemistrzem świata.
Następnie trenował: belgijski Standard Liège (1974–1976 – Puchar Ligi Belgijskiej 1975), Fortunę Sittard (1976–1977), ponownie AZ Alkmaar – 3. miejsce w Eredivisie 1978, Puchar Holandii 1978), FC Amsterdam (1978–1980), amerykański klubu ligi NASL – Fort Lauderdale Strikers, z którym w sezonie 1980 zdobył mistrzostwo Konferencji Amerykańskiej oraz Wicemistrzostwo NASL.
Potem wrócił do Holandii, gdzie trenował: MVV Maastricht (1980–1981), ADO Den Haag (1981–1983), FC Volendam (1983–1984), a w latach 1984–1987 był asystentem Aada de Mosa, potem Johana Cruijffa w Ajaxie Amsterdam, a w 1985 roku przez kilka miesięcy wraz z Antoinem Kohnem oraz Tonnym Bruinsem Slotem tymczasowo prowadził pierwszą drużynę. Następnie prowadził: SC Telstar (1987–1988), marokańskiego Wydad Casablanca (1988–1989 – Puchar Maroka 1989, Arabski Puchar Mistrzów 1989) oraz turecki GK Sarıyer, w którym w styczniu 1990 roku w wieku 62 lat zakończył karierę trenerską.

## Statystyki

### Reprezentacyjne
| Reprezentacja | Rok     | Mecze | Bramki |
| ------------- | ------- | ----- | ------ |
| Holandia      |         |       |        |
| 1955          | 7       | 1     |        |
| 1956          | 7       | 0     |        |
| 1957          | 8       | 0     |        |
| 1958          | 6       | 1     |        |
| 1959          | 7       | 0     |        |
| 1960          | 6       | 0     |        |
| 1961          | 3       | 0     |        |
| Łącznie       | Łącznie | 44    | 2      |

| Mecze i gole w reprezentacji | Mecze i gole w reprezentacji | Mecze i gole w reprezentacji | Mecze i gole w reprezentacji | Mecze i gole w reprezentacji | Mecze i gole w reprezentacji | Mecze i gole w reprezentacji | Mecze i gole w reprezentacji |
| Lp.                          | Data                         | Miasto                       | Przeciwnik                   | Gol                          | Wynik                        | Rozgrywki                    | Uwaga                        |
| ---------------------------- | ---------------------------- | ---------------------------- | ---------------------------- | ---------------------------- | ---------------------------- | ---------------------------- | ---------------------------- |
| 1.                           | 13.03.1955                   | Amsterdam                    | Dania                        | 1:1                          |                              | Mecz towarzyski              |                              |
| 2.                           | 03.04.1955                   | Amsterdam                    | Belgia                       | 1:0                          |                              | Mecz towarzyski              |                              |
| 3.                           | 01.05.1955                   | Dublin                       | Irlandia                     | 0:1                          |                              | Mecz towarzyski              |                              |
| 4.                           | 19.05.1955                   | Rotterdam                    | Szwajcaria                   | 4:1                          |                              | Mecz towarzyski              |                              |
| 5.                           | 16.10.1955                   | Rotterdam                    | Belgia                       | 2:2                          |                              | Mecz towarzyski              |                              |
| 6.                           | 06.11.1955                   | Amsterdam                    | Norwegia                     | 3:0                          |                              | Mecz towarzyski              |                              |
| 7.                           | 16.11.1955                   | Saarbrücken                  | Protektorat Saary            | 2:1                          | Gol                          | Mecz towarzyski              |                              |
| 8.                           | 14.03.1956                   | Düsseldorf                   | RFN                          | 2:1                          |                              | Mecz towarzyski              | 77' (sam.)                   |
| 9.                           | 08.04.1956                   | Antwerpia                    | Belgia                       | 1:0                          |                              | Mecz towarzyski              |                              |
| 10.                          | 10.05.1956                   | Rotterdam                    | Irlandia                     | 1:4                          |                              | Mecz towarzyski              |                              |
| 11.                          | 06.06.1956                   | Amsterdam                    | Protektorat Saary            | 3:2                          |                              | Mecz towarzyski              |                              |
| 12.                          | 15.09.1956                   | Lozanna                      | Szwajcaria                   | 3:2                          |                              | Mecz towarzyski              |                              |
| 13.                          | 14.10.1956                   | Antwerpia                    | Belgia                       | 3:2                          |                              | Mecz towarzyski              |                              |
| 14.                          | 04.11.1956                   | Kopenhaga                    | Dania                        | 2:2                          |                              | Mecz towarzyski              |                              |
| 15.                          | 30.01.1957                   | Madryt                       | Hiszpania                    | 1:5                          |                              | Mecz towarzyski              |                              |
| 16.                          | 20.03.1957                   | Rotterdam                    | Luksemburg                   | 4:1                          |                              | El. Mundialu 1958            |                              |
| 17.                          | 04.04.1957                   | Amsterdam                    | RFN                          | 1:2                          |                              | Mecz towarzyski              |                              |
| 18.                          | 28.04.1957                   | Amsterdam                    | Belgia                       | 1:1                          |                              | Mecz towarzyski              |                              |
| 19.                          | 26.05.1957                   | Wiedeń                       | Austria                      | 2:3                          |                              | El. Mundialu 1958            |                              |
| 20.                          | 11.09.1957                   | Rotterdam                    | Luksemburg                   | 5:2                          |                              | El. Mundialu 1958            |                              |
| 21.                          | 25.09.1957                   | Amsterdam                    | Austria                      | 1:1                          |                              | El. Mundialu 1958            |                              |
| 22.                          | 17.11.1957                   | Rotterdam                    | Belgia                       | 5:2                          |                              | Mecz towarzyski              | , do 68'                     |
| 23.                          | 13.04.1958                   | Antwerpia                    | Belgia                       | 7:2                          |                              | Mecz towarzyski              |                              |
| 24.                          | 23.04.1958                   | Rotterdam                    | Curaçao                      | 8:1                          |                              | Mecz towarzyski              |                              |
| 25.                          | 04.05.1958                   | Amsterdam                    | Turcja                       | 1:2                          |                              | Mecz towarzyski              |                              |
| 26.                          | 28.09.1958                   | Antwerpia                    | Belgia                       | 3:2                          | Gol                          | Mecz towarzyski              |                              |
| 27.                          | 15.10.1958                   | Rotterdam                    | Dania                        | 5:1                          |                              | Mecz towarzyski              |                              |
| 28.                          | 02.11.1958                   | Rotterdam                    | Szwajcaria                   | 2:0                          |                              | Mecz towarzyski              |                              |
| 29.                          | 19.04.1959                   | Amsterdam                    | Belgia                       | 2:0                          |                              | Mecz towarzyski              |                              |
| 30.                          | 10.05.1959                   | Stambuł                      | Turcja                       | 0–0                          |                              | Mecz towarzyski              |                              |
| 31.                          | 13.05.1959                   | Sofia                        | Bułgaria                     | 2:3                          |                              | Mecz towarzyski              |                              |
| 32.                          | 27.05.1959                   | Amsterdam                    | Szkocja                      | 1:2                          |                              | Mecz towarzyski              |                              |
| 33.                          | 04.10.1959                   | Rotterdam                    | Belgia                       | 9:1                          |                              | Mecz towarzyski              |                              |
| 34.                          | 21.10.1959                   | Kolonia                      | RFN                          | 0:7                          |                              | Mecz towarzyski              |                              |
| 35.                          | 04.11.1959                   | Rotterdam                    | Norwegia                     | 7:1                          |                              | Mecz towarzyski              |                              |
| 36.                          | 18.05.1960                   | Zurych                       | Szwajcaria                   | 1:3                          |                              | Mecz towarzyski              |                              |
| 37.                          | 26.06.1960                   | Meksyk                       | Meksyk                       | 1:3                          |                              | Mecz towarzyski              |                              |
| 38.                          | 29.06.1960                   | Willemstad                   | Antyle Holenderskie          | 0–0                          |                              | Mecz towarzyski              |                              |
| 39.                          | 03.07.1960                   | Paramaribo                   | Surinam                      | 4:3                          |                              | Mecz towarzyski              | , do 46'                     |
| 40.                          | 02.10.1960                   | Antwerpia                    | Belgia                       | 4:3                          |                              | Mecz towarzyski              |                              |
| 41.                          | 30.10.1960                   | Praga                        | Czechosłowacja               | 0:4                          |                              | Mecz towarzyski              |                              |
| 42.                          | 22.03.1961                   | Rotterdam                    | Belgia                       | 6:2                          |                              | Mecz towarzyski              |                              |
| 43.                          | 19.04.1961                   | Amsterdam                    | Meksyk                       | 1:2                          |                              | Mecz towarzyski              |                              |
| 44.                          | 30.04.1961                   | Rotterdam                    | Węgry                        | 0:3                          |                              | El. Mundialu 1962            |                              |

## Sukcesy

### Zawodnicze
Ajax Amsterdam
- Mistrzostwa Holandii: 1947

OSC Lille
- Mistrzostwo Francji: 1954
- Wicemistrzostwo Francji: 1951
- Puchar Francji: 1953

Fortuna '54
- Wicemistrzostwo Holandii: 1957
- 3. miejsce w Eredivisie: 1959
- Puchar Holandii: 1957, 1964

### Szkoleniowe
Standard Liège
- Puchar Ligi Belgijskiej: 1975

AZ Alkmaar
- 3. miejsce w Eredivisie: 1978
- Puchar Holandii: 1978

Fort Lauderdale Strikers
- Wicemistrzostwo NASL: 1980
- Mistrzostwo Konferencji Amerykańskiej: 1980

Wydad Casablanca
- Puchar Maroka: 1989
- Arabski Puchar Mistrzów: 1989

## Życie prywatne
Wnuk Cora van der Harta – Mickey również jest piłkarzem grającym na pozycji bramkarza, obecnie jest zawodnikiem Lecha Poznań.

## Ostatnie lata
Cor van der Hart w 1999 roku założył pomarańczową koszulkę, kiedy został wybrany do Holenderskiej Drużyny Stulecia.
Cor van der Hart zmarł 12 grudnia 2006 roku w Amsterdamie w wieku 78 lat. Dzień później, 13 grudnia 2006 roku zawodnicy Ajaxu Amsterdam podczas wygranego 0:3 wyjazdowego meczu z belgijskim SV Zulte Waregem w ramach Pucharu UEFA 2006/2007 grali w czarnych opaskach na ramieniu w celu uczczenia pamięci van der Harta.